# Sho Kagami
Sho Kagami (født 22. april 1994) er en japansk fodboldspiller.
Han har spillet for flere forskellige klubber i sin karriere, herunder Shimizu S-Pulse og Fujieda MYFC.